# Wolfe County
Wolfe County ist ein County im Bundesstaat Kentucky der Vereinigten Staaten. Der Verwaltungssitz (County Seat) ist Campton. Das U.S. Census Bureau hat bei der Volkszählung 2020 eine Einwohnerzahl von 6562 ermittelt.

## Geographie
Das County liegt im mittleren Osten von Kentucky und hat eine Fläche von 577 Quadratkilometern ohne nennenswerte Wasserfläche. Es grenzt im Uhrzeigersinn an folgende Countys: Menifee County, Morgan County, Magoffin County, Breathitt County, Lee County und Powell County.

## Geschichte
Wolfe County wurde am 5. März 1860 aus Teilen des Breathitt County, Morgan County, Owsley County und Powell County gebildet. Benannt wurde es nach Nathaniel Wolfe, einem Mitglied der gesetzgebenden Versammlung.
Vier Bauwerke und Stätten des Countys sind im National Register of Historic Places eingetragen (Stand 23. Oktober 2017).

## Demografische Daten
Nach der Volkszählung im Jahr 2000 lebten im Wolfe County 7.065 Menschen in 2.816 Haushalten und 1.976 Familien. Die Bevölkerungsdichte betrug 12 Einwohner pro Quadratkilometer. Ethnisch betrachtet setzte sich die Bevölkerung zusammen aus 99,24 Prozent Weißen, 0,24 Prozent Afroamerikanern, 0,08 Prozent amerikanischen Ureinwohnern, 0,03 Prozent Asiaten, 0,03 Prozent Bewohnern aus dem pazifischen Inselraum und 0,06 Prozent aus anderen ethnischen Gruppen; 0,33 Prozent stammten von zwei oder mehr Ethnien ab. 0,51 Prozent der Bevölkerung waren spanischer oder lateinamerikanischer Abstammung.
Von den 2.816 Haushalten hatten 33,6 Prozent Kinder und Jugendliche unter 18 Jahre, die bei ihnen lebten. 52,3 Prozent waren verheiratete, zusammenlebende Paare, 12,5 Prozent waren allein erziehende Mütter, 29,8 Prozent waren keine Familien, 27,0 Prozent waren Singlehaushalte und in 9,7 Prozent lebten Menschen im Alter von 65 Jahren oder darüber. Die Durchschnittshaushaltsgröße betrug 2,45 und die durchschnittliche Familiengröße lag bei 2,96 Personen.
Auf das gesamte County bezogen setzte sich die Bevölkerung zusammen aus 25,9 Prozent Einwohnern unter 18 Jahren, 9,4 Prozent zwischen 18 und 24 Jahren, 28,5 Prozent zwischen 25 und 44 Jahren, 23,5 Prozent zwischen 45 und 64 Jahren und 12,7 Prozent waren 65 Jahre alt oder darüber. Das Durchschnittsalter betrug 36 Jahre. Auf 100 weibliche Personen kamen 98,5 männliche Personen. Auf 100 Frauen im Alter von 18 Jahren alt oder darüber kamen statistisch 96,1 Männer.
Das jährliche Durchschnittseinkommen eines Haushalts betrug 19.310 USD, das Durchschnittseinkommen der Familien betrug 23.333 USD. Männer hatten ein Durchschnittseinkommen von 23.859 USD, Frauen 18.952 USD. Das Prokopfeinkommen betrug 10.321 USD. 29,9 Prozent der Familien und 35,9 Prozent der Bevölkerung lebten unterhalb der Armutsgrenze. Davon waren 50,2 Prozent Kinder oder Jugendliche unter 18 Jahre und 26,7 Prozent waren Menschen über 65 Jahre.

## Orte im County
- Baptist
- Belknap
- Bethany
- Booth
- Burkhart
- Campton
- Daysboro
- Gillmore
- Glencairn
- Grannie
- Hazel Green
- Helechawa
- High Falls
- Hollonville
- Landsaw
- Lee City
- Leeco
- Lexie
- Lower Gillmore
- Malaga
- Mary
- Pence
- Pine Ridge
- Rogers
- Rosefork
- Stillwater
- Toliver
- Torrent
- Trent
- Upper Gillmore
- Valeria
- Vortex
- Zachariah